# Dahira svetsinjaevae
Dahira svetsinjaevae es una polilla de la familia Sphingidae, es endémica de China.

## Descripción
La longitud de sus alas delanteras es de unos 27–29 milímetros. Es similar a Dahira obliquifascia pero distinguible por color de tierra naranja brillante uniforme del lado superior de las alas delanteras y traseras. 